# Eduard van Beinum
Eduard Alexander van Beinum (ur. 3 września 1900 w Arnhem, zm. 13 kwietnia 1959 w Amsterdamie) – dyrygent holenderski.

## Życiorys
W młodości był altowiolistą orkiestry w Arnhem. Studiował dyrygenturę i kompozycję w konserwatorium w Amsterdamie. Występował jako dyrygent Toonkunst Koor w Schiedam i jako pianista-kameralista. Od 1927 roku był kierownikiem orkiestry w Arnhem, później dyrygentem znakomitej amsterdamskiej Koninklijk Concertgebouworkest. Po drugiej wojnie światowej, od 1947 roku, przez dwa sezony przewodził Londyńskiej Orkiestrze Filharmonicznej. Występował też w USA zarówno ze swoją Concertgebouw, jak i z filharmonikami z Los Angeles. Był znanym popularyzatorem muzyki Antona Brucknera. Zmarł nagle, na atak serca, podczas prac z muzykami Concertgebouw nad I symfonią Brahmsa.
Odznaczony Wielką Złotą Odznaką Honorową za Zasługi dla Republiki Austrii (1958).